# Fiat Topolino (2023)
La Fiat Topolino (Petite Souris en italien), est une voiture sans permis électrique à deux places du constructeur automobile italien Fiat, produite à partir de 2023. Elle reprend le nom célèbre et évocateur de la Fiat 500 Topolino rappelant la première Fiat 500, produite par Fiat de 1936 à 1955. 
La Topolino des années 2020 est la cousine des modèles d'autres marques du groupe Stellantis, les Citroën Ami et Opel Rocks-e, mais arbore une carrosserie spécifique. Elle se décline en deux versions, Topolino berline et Topolino Dolcevita en une seule couleur Vert Vita avec quelques détails chromés.

## Présentation
(novembre 2024).
La Fiat Topolino, présentée le 4 juillet 2023, date du 124e anniversaire du constructeur FIAT S.p.A., est construite sur la même base que la Citroën Ami, dévoilée le 27 février 2020 à Paris La Défense Arena et que l'Opel Rocks-e présentée en août 2021. Elle bénéficie d'une carrosserie revisitée par les designers italiens, aux formes plus rondes. 
La Fiat Topolino est classifiée quadricycle léger à moteur pouvant être conduite sans permis par des jeunes à partir de 14 ans à condition de posséder le permis AM (ex Brevet de sécurité routière - BSR), comprenant une formation pratique de sept heures sur route, et que le véhicule ne dépasse pas la vitesse de 45 km/h.
La Fiat Topolino est livrable à partir de novembre 2023 en deux versions : Topolino Berline et Topolino Cabriolet Dolcevita, une seule couleur, Vert Vita (vert d’eau), distincte de celle des Citroën et Opel, un seul intérieur et des personnalisations à la commande :
- sur la version Dolcevita : douchette pour les journées passées à la plage,
- sur la version Berline, fermée : stickers sur les portes,
- Fiat propose cinq accessoires optionnels : un sac de voyage, un ventilateur USB, une enceinte Bluetooth, une gourde isotherme et des housses de siège qui se transforment en serviettes de plage.

La Fiat Topolino conserve la structure tubulaire, les vitrages et le toit de ses cousines, mais FIAT a modifié subtilement les faces avant et arrière de la carrosserie pour la rendre plus acceptable. Sur la version Dolcevita, on note l’absence de portières, remplacées par d’élégants boots tressés inspirés du nautisme, destinée à un usage estival avec son grand toit ouvrant. 

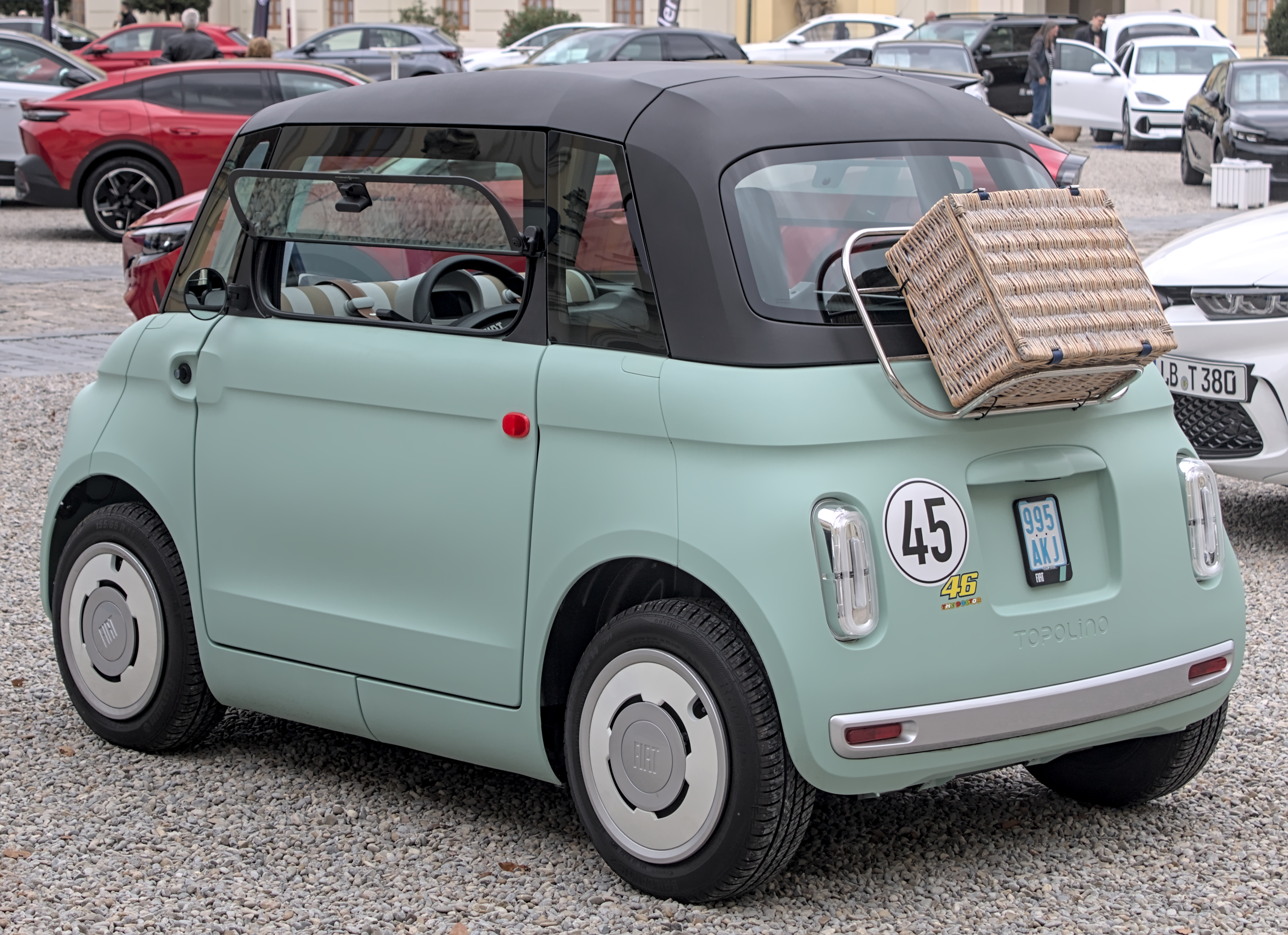

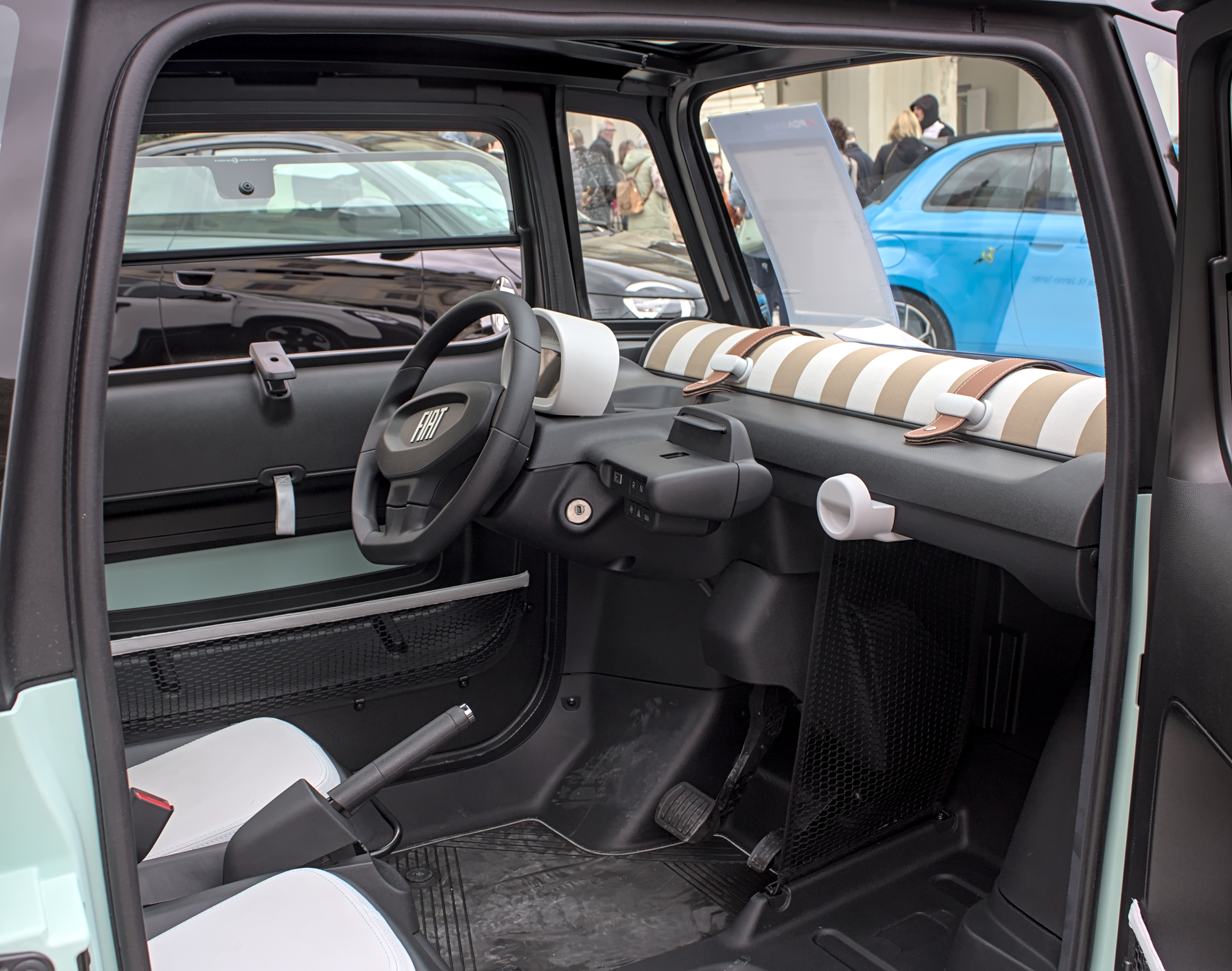

### Fiche technique[5]
| Caractéristique                            | Valeur         |
| ------------------------------------------ | -------------- |
| Puissance moteur                           | 6 kW           |
| Puissance maximale                         | 9 kW           |
| Couple maximum                             | 44 Nm          |
| Energie de la batterie                     | 5,4 kWh        |
| Capacité de la batterie                    | 120 Ah         |
| Temps de recharge sur une prise domestique | < 4 heures     |
| Autonomie (cycle WLTP)                     | 75 km          |
| Masse à vide                               | 487 kg         |
| Masse en ordre de marche                   | 562 kg         |
| Masse totale autorisée en charge           | 722 kg         |
| Vitesse maxi                               | 45 km/h        |
| Accélération 0 - 45 km/h                   | 10 s           |
| Consommation                               | 9,4 kWh/100 km |